# Palpomyia nigripectus
Palpomyia nigripectus är en tvåvingeart som beskrevs av Jean-Jacques Kieffer 1919. Palpomyia nigripectus ingår i släktet Palpomyia och familjen svidknott. Inga underarter finns listade i Catalogue of Life.